# Star Channel
Star Channel (anteriormente conhecido como Fox e posteriormente Fox Channel) é um canal de televisão por assinatura operado pela The Walt Disney Company América Latina, uma unidade da The Walt Disney Company. O canal exibe filmes da 20th Century Studios e séries dos canais Fox e ABC dos Estados Unidos.

## História

### Canal Fox (1993–2018)
Em 14 de agosto de 1993, a News Corporation anunciava a criação de uma versão latino-americana do Fox Broadcasting Company, estando disponível em alguns países do continente. No dia 17 de setembro de 1994, era lançada a versão brasileira desse canal, estando disponível primeiramente na TVA. Sua programação era voltada à exibição de filmes e séries, com Os Simpsons sendo o principal carro-chefe da emissora. O canal brasileiro se autonomizou no dia 4 de maio de 1998. No dia 1º de março de 1999, a própria Fox passou a gerir seus espaços comerciais, que até então eram atendidos pela Globosat.
Entre as décadas de 90 e 2000, a Fox Brasil dividia a sua programação por blocos temáticos, sendo eles: Sci-Fox (voltado aos filmes de ação e exibidos geralmente no horário nobre), Fox Life (voltado ao conteúdo feminino, mas que deixaria a programação com o surgimento do canal linear, sendo substituído pelo Cine Fox Delas, e era exibido na faixa vespertina), Não Perturbe! (exibido nas madrugadas com desenhos voltados ao público adulto como Family Guy, King of the Hill, Futurama e Os Simpsons), Domingo Animado (com animações voltadas ao público infantil), Meu CineFox Sofá (voltado aos filmes inéditos), Séries Clássicas (voltado à exibição de séries antigas), Domingo Gargalhada (conteúdo de comédia), CineFox X2 (transmissão de filmes duplos) e Mega Weekend (com episódios inéditos das séries aos finais de semana). Com o lançamento do FX em 2005, o bloco Não Perturbe! foi movido para o novo canal junto com os desenhos exibidos nele, mas Rei do Pedaço, Futurama e Os Simpsons permaneceram na programação da Fox com episódios inéditos no horário nobre e reprises em dias e horários alternativos, mas com Os Simpsons ganhando uma maratona diária de 2h de duração, sendo exibido das 20h às 22h.
No dia 5 de julho de 2007, a Fox Brasil decidiu exibir toda a sua programação com dublagem 100% em português após observar um maior interesse do público com os filmes e séries nesse formato, assim como passou a adotar meses depois o sistema de dual audio e legendas para atender a todos os públicos.
Em 1.° de dezembro de 2008, foi lançado o Nat Geo/Fox HD, que era a versão em alta definição tanto do National Geographic, como da própria Fox, com a Fox entrando no ar das 18h às 2h. A novidade era a programação em simulcast ao sinal SD, sendo inclusive algo inédito para a América Latina.
No começo de 2009, a Fox lançou, ainda em fase de testes, o Mundo Fox, que seria o primeiro serviço de Vídeo Sob Demanda (VOD) da emissora, disponibilizando episódios dublados e legendados de suas produções. A medida, no entanto, acabou desagradando as operadoras de televisão por assinatura. Em abril, a Fox decidiu retirar as séries de seu site. Em junho, a emissora inaugurou oficialmente o seu website com conteúdo exclusivo, mas adotando o sistema de intervalos de cinco meses após a exibição dos episódios inéditos das séries na televisão, com a regra sendo aplicada somente para o Brasil.
Em 2 de junho de 2014, a Fox Latin American Channels lançou o sinal HD da Fox como canal separado do National Geographic Channel e passando a ser simulcast por 24 horas. Outra novidade foi a adoção do sistema 16:9 letterbox no sinal SD. O Nat Geo/Fox HD foi imediatamente extinto na América Latina, mas no Brasil, permaneceu no ar até o dia 3 de novembro, apesar de ser substituído gradualmente pelas versões separadas tanto da Fox, como do NatGeo.
Em 5 de fevereiro de 2017, os canais Fox saíram por uma semana do line-up da Sky, e devido a falta de entendimento nas negociações entre as duas empresas, o canal chegou a ser substituído pelo Discovery Science. Em 11 de fevereiro de 2017, a programadora anunciou a renovação de contrato com a operadora e o canal retornou no lugar do Discovery Science. Discovery Science voltou em HD em 17 de outubro de 2017, junto com 6 outros novos canais.

### Fox Channel (2018–2021)
Em 5 de novembro de 2018, a Fox passou a adotar o nome Fox Channel, seguindo um novo sistema de padronização.
No dia 27 de fevereiro de 2019, o Conselho Administrativo de Defesa Econômica (Cade) aprovou oficialmente a fusão entre a 21st Century Fox e a The Walt Disney Company. Com isso, o Fox Channel, junto com o FX, National Geographic, National Geographic Wild, Nat Geo Kids, Fox Sports e o BabyTV passaram a ser distribuídos pela Disney. A medida só seria aceita de vez em 6 de maio de 2020 após o Cade decidir revisar a aprovação do processo de fusão, já que a venda não foi concretizada no tempo hábil.
No período de 1.° a 29 de maio de 2019, como uma forma de comemorar os 30 anos do lançamento da série Os Simpsons, o canal exibiu uma maratona das 12h30 até as 22h de todas as 28 temporadas da série, como uma forma de aquecimento para a estreia da vigésima nona temporada, estreando de cara ás 22h do dia 29.

### Star Channel (2021–2025)
Em 22 de fevereiro de 2021, o canal foi renomeado para Star Channel na América Latina, para acompanhar o lançamento do novo serviço de streaming da Disney, chamado Star+. A mudança não afetou na programação do canal, havendo apenas a renomeação de blocos temáticos (Fox Cine para Star Cine, Fox Cine Fun para Star Cine Fun, Cine Fox Prime para Star Cine Prime, Mega Weekend Fox para Star Mega Weekend, Fox Cine Belas para Star Cine Belas, Cine Fox Action para Star Cine Action e Disney Junior no Fox Channel para Disney Junior no Star Channel), mas com cada um mantendo as suas propostas.
No dia 19 de setembro de 2021, a animação Os Simpsons começou a ser reduzida na programação, deixando de ser exibida diariamente, se tornando semanal e passando a ser exibida às 17h de domingo e 22h30 de segunda-feira. Em 31 de janeiro de 2023, a série voltou a ser exibida diariamente, ocupando a faixa das 21h (como era antes) de segunda a sexta, com uma pequena maratona de quatro episódios aos domingos às 13h. No dia 16 de agosto, a série deixaria definitivamente a programação da emissora após 29 anos seguidos, sendo esta uma estratégia da Disney para impulsionar o streaming Star+. Mas, em meados de 2024, a emissora acabou voltando a exibir a animação por reclamação do público devido a sua retirada, sendo transmitida na faixa das 0h com uma mini maratona de três episódios diários.
No dia 26 de junho de 2024, o Star+ exibiu aos assinantes o aviso de sua fusão com o Disney+ e a plataforma foi descontinuada no dia 24 de julho.

### Extinção no Brasil
Em 2 de dezembro de 2024, foi anunciado que o canal encerraria as operações no Brasil em 28 de fevereiro de 2025, junto a outros canais da Disney Company (exceto a rede de canais ESPN). O motivo seria o fim dos investimentos da Disney em canais lineares, em favor do seu serviço de streaming, além da queda de audiência. Em seus últimos meses no Brasil, a programação do Star Channel foi cada vez mais reduzida a reprises de algumas produções restantes e de produtos do Disney+, além de deixar de exibir lançamentos de filmes atuais. 
Apesar do término no Brasil ter sido anunciado para o dia 28, o canal só teve o sinal encerrado ás 7h do dia 1.° de março, após a exibição do filme Sem Dor, Sem Ganho. O sinal foi substituído por um slide informativo, apesar de ter deixado algumas operadoras de televisão por assinatura e streaming já no dia anterior.

## Logotipos

1994-2018 - Versão 1
1994 - 2018 - Versão 2
1994 - 2018 - Versão 3
1994 - 2018 - Versão 4
5 de novembro de 2018 - 22 de fevereiro de 2021
22 de fevereiro de 2021 - 28 de fevereiro de 2025 (no Brasil)